# Kentaro Ishikawa
Kentaro Ishikawa (石川 健太郎 Ishikawa Kentaro?,  nacido el 12 de febrero de 1970 en Chiba) es un exfutbolista japonés. Jugaba de defensa y su último club fue el Kashiwa Reysol de Japón.

## Trayectoria

### Clubes
| Club           | País  | Año         |
| -------------- | ----- | ----------- |
| Kashiwa Reysol | Japón | 1993 - 1998 |